# Adolfo di Altena
Adolfo di Altena conosciuto anche come Adolfo di Berg o Adolfo I di Colonia (1166 circa – Neuss, 15 aprile 1220) fu arcivescovo di Colonia dal 1193 al 1205, poi arcivescovo ausiliario dal 1208 fino alla sua morte.

## Origine
Secondo la Chronica Comitum de Marka, Adolfo era il figlio secondogenito del primo conte della contea di Altena, Eberardo I e della moglie, Adelaide di Amsberg, come viene confermato dalle Europäische Stammtafeln VI, 3 (non consultate), che ancora  secondo le Europäische Stammtafeln VIII, 37 (non consultate), era figlia del conte Goffredo di Amsberg e della moglie Ida di Amsberg.

Engelberto di Berg era il figlio secondogenito del secondo conte documentato della contea di Berg, Adolfo II, come ci viene confermato dal documento n° 401 del Chronica Comitum de Marka, e della sua seconda moglie, una nipote dell'arcivescovo di Colonia Federico I di Schwarzenburg, come conferma la Chronica Albrici Monachi Trium Fontium, e, che secondo le Europäische Stammtafeln XVIII, 2 e XVI 80a (non consultate), si chiamava Irmgarda ed era figlia di Engelberto di Schwarzenburg.

## Biografia
Suo padre, Eberardo morì nel gennaio 1180, come ci viene ricordato dal Das Kloster Altenberg im Dhünthale : Von Montanus [Pseudonym für Vincenz von Zuccalmaglio]. Mit einer Ansicht von Altenberg von A. Weber (Everhardus de Alzena comes et hujus loci benefactor obiit decimo cal. Febr. MCLXXX).

A Eberardo succedettero il figlio primogenito, Arnoldo, assieme al fratello, Federico, come ci viene confermato dalla Chronica Comitum de Marka: ad Arnoldo toccò la zona nord con le città di Hattingen ed Essen e il castello di Isenberg sul Ruhr, mentre Federico ottenne la proprietà meridionale con il castello di Altena, come ci conferma anche l'Allgemeine Deutsche Biographie.
Adolfo venne eletto arcivescovo di Colonia, nel 1193, come riporta la Chronica Comitum de Marka e  come ci conferma anche il Cæsarii Heisterbacensis Catalogus Archiepiscopum Coloniensium 94-1230.
Adolfo lo troviamo citato come arcivescovo di Colonia, nel documento n° 559 del Niederrheins Urkundenbuch, Band I, datato 1197 (Adulphus dei gratia coloniensi archiepiscopus),

nel documento n° DLXXXIII del Regesta historiæ Westfaliæ, band II, datato 1199, (Adulphus dei gratia Sancte Coloniensis ecclesie Archyepiscopus) e

nel documento n° 643 del Niederrheins Urkundenbuch, Band IV, datato 1200, (Adulphus dei miseratione s. Coloniensis ecclesie Archyepiscopus).
Adolfo, dopo la morte dell'imperatore Enrico VI di Svevia, nel 1198, a Colonia aveva incoronato re di Germania, Ottone IV di Brunswick, che aveva il sostegno di papa Innocenzo III; ma dopo che l'avversario di Ottone, Filippo di Svevia, aveva sconfitto Ottone, Adolfo, nel 1204, sempre a Colonia, aveva incoronato Filippo; Innocenzo III non apprezzò e scomunicò Adolfo, che fu rimosso da arcivescovo di Colonia; la deposizione di Adolfo ci viene confermata anche dal Cæsarii Heisterbacensis Catalogus Archiepiscopum Coloniensium 94-1230.
Dopo la morte di Filippo, nel 1208, Adolfo si sottomise a papa Innocenzo, che gli concesse il titolo di arcivescovo ausiliario.

Nel 1212, essendo la sede arcivescovile di Colonia vacante, Adolfo resse la cattedra, per circa quattro anni, sino all'elezione del cugino, Engelberto di Berg, come ci viene confermato dal Cæsarii Heisterbacensis Catalogus Archiepiscopum Coloniensium 94-1230.

Nel documento n° 79 del Die Urkunden des Bisthums Münster, datato 1213, Adolfo viene citato come arcivescovo di Colonia (Adulphus Dei gratia sancte Coloniensis ecclesie archyepiscopus).
Adolfo morì il 15 aprile 1220, senza lasciare discendenza

## Ascendenza
|                     |                     |                           | Genitori                    |  |  | Nonni             |  |  | Bisnonni         |  |
|                     |                     |                           |                             |  |  | Adolfo II di Berg |  |  | Adolfo I di Berg |  |
|                     |                     |                           |                             |  |  | Adolfo II di Berg |  |  | Adolfo I di Berg |  |
|                     |                     | Adelaide di Lauffen       |                             |  |  | Adolfo II di Berg |  |  |                  |  |
| Eberardo I di Berg  |                     |                           |                             |  |  | Adolfo II di Berg |  |  |                  |  |
|                     |                     | Irmgarda di Schwarzenburg | Engelberto di Schwarzenburg |  |  |                   |  |  |                  |  |
|                     |                     | Irmgarda di Schwarzenburg | Engelberto di Schwarzenburg |  |  |                   |  |  |                  |  |
|                     |                     | Irmgarda di Schwarzenburg | …                           |  |  |                   |  |  |                  |  |
| Adolfo di Altena    |                     | Irmgarda di Schwarzenburg |                             |  |  |                   |  |  |                  |  |
|                     | Goffredo di Amsberg | …                         |                             |  |  |                   |  |  |                  |  |
|                     | Goffredo di Amsberg | …                         |                             |  |  |                   |  |  |                  |  |
|                     | Goffredo di Amsberg | …                         |                             |  |  |                   |  |  |                  |  |
| Adelaide di Amsberg | Goffredo di Amsberg |                           |                             |  |  |                   |  |  |                  |  |
|                     |                     | Ida di Amsberg            | …                           |  |  |                   |  |  |                  |  |
|                     |                     | Ida di Amsberg            | …                           |  |  |                   |  |  |                  |  |
|                     |                     | Ida di Amsberg            | …                           |  |  |                   |  |  |                  |  |
|                     |                     | Ida di Amsberg            |                             |  |  |                   |  |  |                  |  |

### Fonti primarie
- (LA)  Urkundenbuch zur Landes- und Rechtsgeschichte des Herzogthums Westfalen, Volume 1.
- (LA)  Urkundenbuch für die Geschichte des Niederrheins, Volume 4.
- (LA)  Monumenta Germaniae Historica, tomus XXIII.
- (LA)  Monumenta Germaniae Historica, Scriptores rerum Germanicarum, Nova series, tomus VI.
- (LA)  Zweiter Band, welcher Urkunden v. J. 800 - 1280, band II.
- (LA)  Regesta Historiae Westfaliae, band II.
- (LA)  Westfälisches Urkundenburch Band VII.
- (LA)  Das Kloster Altenberg im Dhünthale : Von Montanus [Pseudonym für Vincenz von Zuccalmaglio]. Mit einer Ansicht von Altenberg von A. Weber.

### Letteratura storiografica
- (DE)  Eberhard I. (Graf von Altena und Mark), da Allgemeine Deutsche Biographie